# Naxos
|  | Per a altres significats, vegeu «Naxos (desambiguació)». |

Naxos (grec: Νάξος; antigament també Axià, en grec: Αξιά) és una illa grega que pertany al grup de les Cíclades. Té 415 km² i uns 18.000 habitants, essent la més grossa de l'arxipèlag i la segona més poblada (després de Siros). El cim més alt de l'illa és el Mont Zeus o Zas, amb 1.002 metres, i la capital de l'illa és la vila de Naxos, anomenada també Khora (grec: Χώρα).
Administrativament, formava part de l'antiga i ja desapareguda prefectura de les Cíclades, però a partir de l'1 de gener de 2011 és una de les 74 unitats perifèriques de Grècia després de la divisió de l'antiga prefectura.

## Geografia
La vila de Naxos, dita també Khora, és a la costa nord-oest, al mateix lloc on era l'antiga ciutat. Altres poblacions importants en són Apol·lona (nord), Engares i Naxos (nord-oest), Mikra Vikla, Aliky i Pyrgaki (sud-oest) i Koronos, Melanes, Halki, Apeiranthos i Filoti.
La muntanya principal de l'illa és el puig Zia (Zeus), antigament anomenat puig Drios, que té uns 1.001 metres i de dalt del cim es veuen 22 illes; la segona muntanya principal és el Koronon, de 947 metres. A l'extrem nord de Naxos hi ha el cap Stravri; al sud, el cap Kalomeri; a l'est, la península Stravros, i a l'oest, el cap Àgios Prokopis.

## Història

### Antiguitat

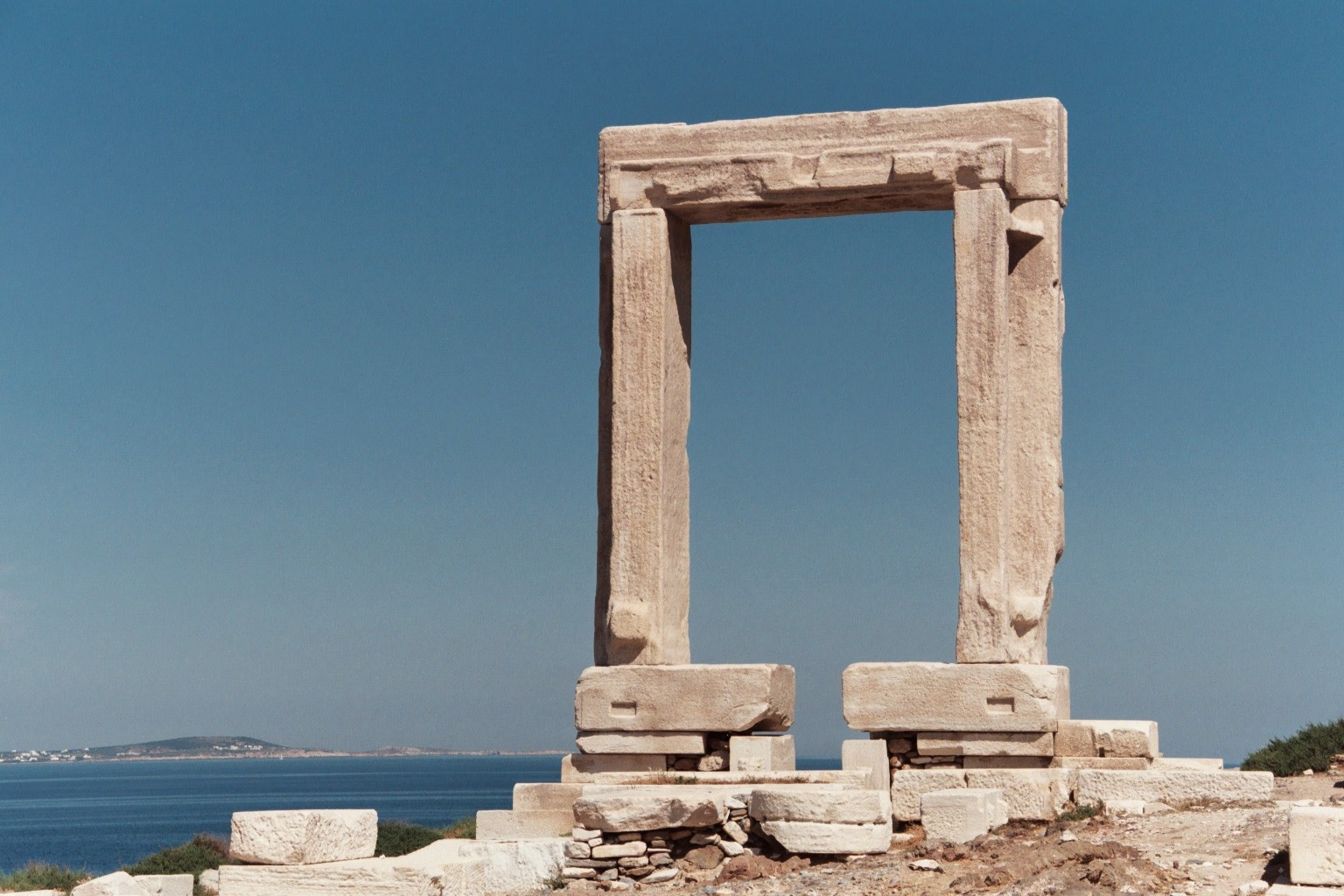
L'entrada al temple d'Apol·lo

Segons el mite, a l'origen fou habitada per tracis i més tard per caris procedents del Latmos, un cap dels quals, Naxos, fill de Polemó, hauria estat l'epònim de l'illa. Entre els noms mítics de Naxos figuren Estrongile (grec antic: Στρόγγυλη), per la seva forma arrodonida; Dionísies (grec antic: Διονυσιάς, pel seu bon vi i pel vincle del mite de Dionís amb l'illa (es deia que fou en aquesta illa que Teseu abandonà Ariadna, que fou trobada per Dionís en una platja); i Dia ('divina').
Durant l'edat fosca, a Naxos arribaren els jonis de l'Àtica, i amb el temps va esdevenir la més poderosa de les Cíclades, en part gràcies a l'explotació de les seves pedreres i la seva expansió comercial per mar, que els portà a estar contínuament enfrontats en conflictes bèl·lics amb la veïna illa de Paros. Pel que fa al seu paper en la colonització de la Mediterrània, l'arqueologia ha confirmat la participació de l'illa en la fundació de Naxos de Sicília, juntament amb jonis de Calcis i Erètria. En canvi, la colonització sobre Amorgos sembla una invenció tardana per justificar l'ocupació de l'illa.
Originàriament, l'illa constituïa una sola polis que tenia un govern oligàrquic, però al segle vi aC fou enderrocat per Lígdamis, que s'imposà com a tirà. Lígdamis no va conservar el poder gaire temps, i després apareix ajudant Pisístrat en la seva tercera restauració al capdavant del poder a Atenes, favor que aquest li va retornar ajudant Lígdamis a recuperar la tirania de l'illa (540-524 aC). Després, van seguir noves revolucions, en les quals el partit aristocràtic va aconseguir imposar-se, fins que finalment fou enderrocat (ca. 500 aC) gràcies a l'ajut que va rebre el partit democràtic d'Aristàgores de Milet.
Els perses, a suggeriment d'Aristàgores, van enviar una força militar important per sotmetre l'illa el 501 aC, però l'atac no reeixí. Poc després esclatà la revolta de Jònia. En aquests anys, Naxos disposava de 8.000 hoplites, nombrosos vaixells i molts esclaus, cosa que indicaria que tenia una població d'unes cinquanta mil persones més els esclaus. Però el 490 aC, els perses, sota Datis i Artafernes, van desembarcar a l'illa i la van assolar. Els habitants es van refugiar a les muntanyes i els que no van poder fugir foren fets esclaus. La ciutat principal va ser incendiada, i esdevengué una dependència de Pèrsia; en conseqüència, els seus vaixells es van incloure a la flota persa, de la qual van desertar a la primera oportunitat, lluitant del costat atenès a la batalla de Salamina (480 aC). Hi hagué habitants de Naxos que també van prendre part en la Batalla de Platea.
Després de la guerra, amb la derrota persa, les ciutats gregues van esdevenir independents, i Naxos va ingressar a la Confederació de Delos, dominada per Atenes, però el 471 aC es va revoltar; els atenesos la van sotmetre i van fer els ciutadans subjectes d'Atenes, establint a l'illa 500 propietaris atenesos. A la derrota atenesa a Egospòtams (405 aC), l'illa romangué aliada d'Esparta, però més tard, el 376 aC, el general atenès Càbries va aconseguir una assenyalada victòria sobre els espartans, que va restaurar per a Atenes el seu imperi marítim.
Durant les guerres civils romanes, Naxos fou cedida a Rodes i per un temps va dependre d'aquest estat, amb el qual va passar a domini romà i després romà d'Orient.

### Domini romà d'Orient
Va patir diverses ràtzies àrabs, les més importants procedents de l'emirat de Creta; la més greu fou la del 904, en què es van fer molt captius insulars i l'illa va haver de pagar tribut a l'emir. Els àrabs van restar a l'illa un temps, però el 910 torna a aparèixer en mans dels romans d'Orient.

### Ducat de Naxos
El 1207, després de la Quarta Croada, el venecià Marc I Sanudo, un croat nebot de l'antic dux de Venècia Enric Dandolo, cap de la flota veneciana, amb vuit galeres, es va apoderar de l'illa i hi va establir el ducat de Naxos o de l'Arxipèlag. Fou durant l'edat mitjana que l'illa començà a ser coneguda pel nom d'Axià en detriment del de Naxos.

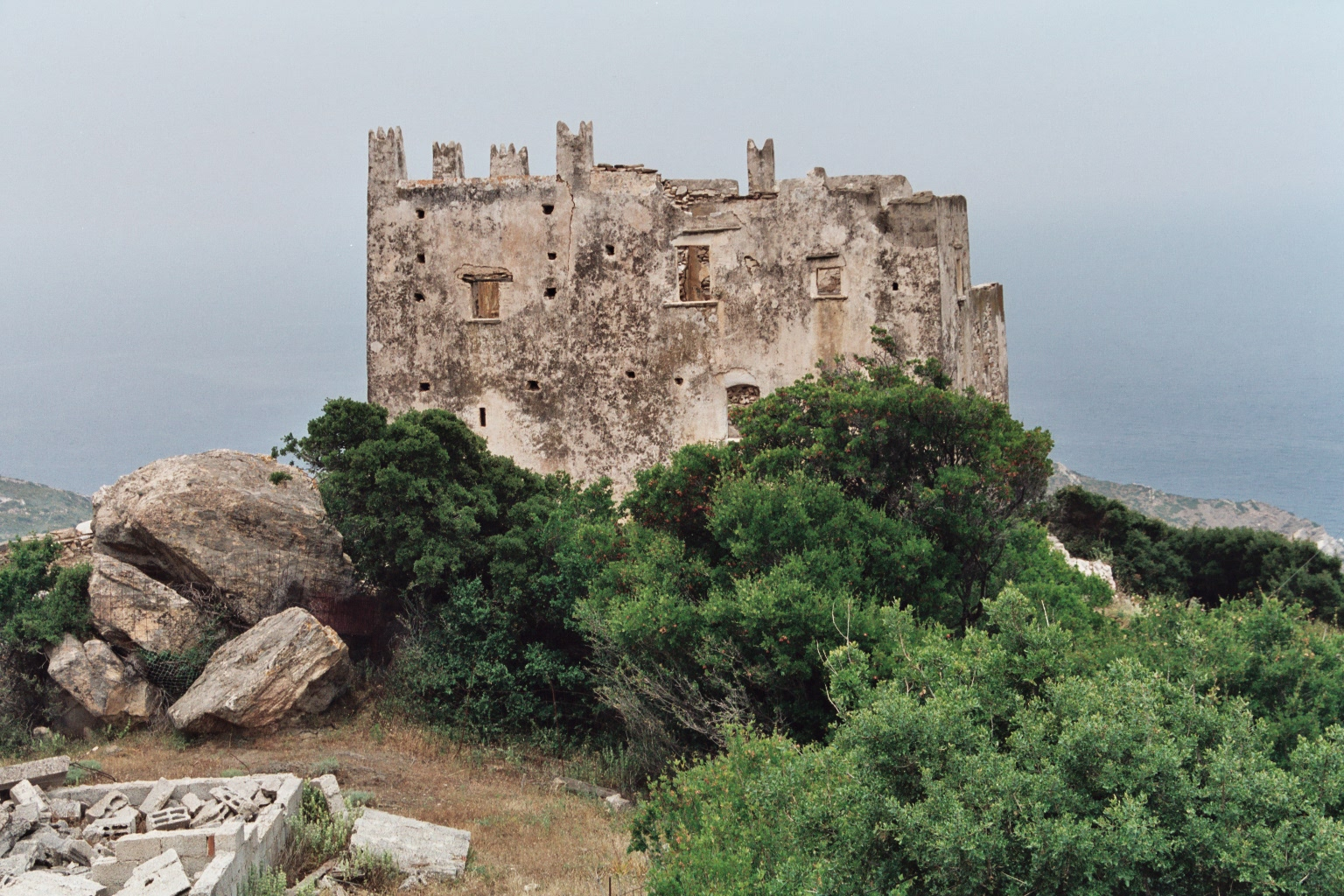
Torre veneciana a Naxos

El primers atacs turcs foren obra de l'amir Aydın, a l'entorn del 1300. El duc Marc II Sanudo (1262-1303) i el seu fill Guillem I Sanudo (1303-1323) va ajudar els genovesos a ocupar Quios (1303/1304), els cavallers hospitalaris a ocupar Rodes (1309), illes de les quals foren expulsats els turcmans. Ràtzies de turcs s'esmenten el 1324 i 1326 i després ja es van intensificar a partir del 1340, quan el duc va participar en una croada (prevista per al 1343) contra Aydın. El 1341, Umar I Beg Baha al-Din Ghazi (1334-1348) es va emportar 6.000 presoners i va aconseguir un tribut. Però, després del saqueig d'Esmirna de 1343, l'amenaça d'Aydın es va esvair.
Els Crispo van heretar el ducat el 1383 i aviat es van haver d'enfrontar a atacs turcs. El 1416, es va fer el primer atac otomà dirigit pel kapudan Pasha Çali Beg. Vers 1420, la despoblació de l'illa era tan gran que les dones no es podien casar per manca de marits. Després, els sultans Mehmet I, Murat II o Mehmet II van reconèixer la sobirania veneciana sobre el ducat en els tractats de 1419, 1426, 1446, 1451 i 1454, sempre mitjançant un tribut. El 1431, l'illa fou ocupada temporalment pel genovès Spinola.
En la Guerra turcoveneciana de 1463-1479, l'illa va patir diversos atacs otomans, i fou el més greu el de 1477. Naxos i Paros estaven sota domini turc el 1479, quan es va acabar la guerra i foren retornades. Baiazet II (1481–1512) va protestar diverses vegades perquè el duc Joan III Crispo hi permetia la presència de pirates europeus. En la Guerra turcoveneciana de 1499-1503 hi va haver un atac turc a l'illa, que s'esmenta en el tractat de 1503, però no se'n dona la data. Joan IV Crispo va fer desesperades crides als venecians perquè l'ajudessin contra els pirates (1521, 1523, i 1532) i, finalment, el 1532 va haver de pagar un fort tribut al pirata Kurtoghlu per evitar el saqueig de l'illa. En la gran expedició de Khayr al-Din Barba-rossa a les Cíclades (1537), la vila de Naxos va capitular l'1 de novembre de 1537 i va pagar un tribut per evitar-ne el saqueig. El 1538, Khayr al-Din va percebre el tribut.

### Domini otomà

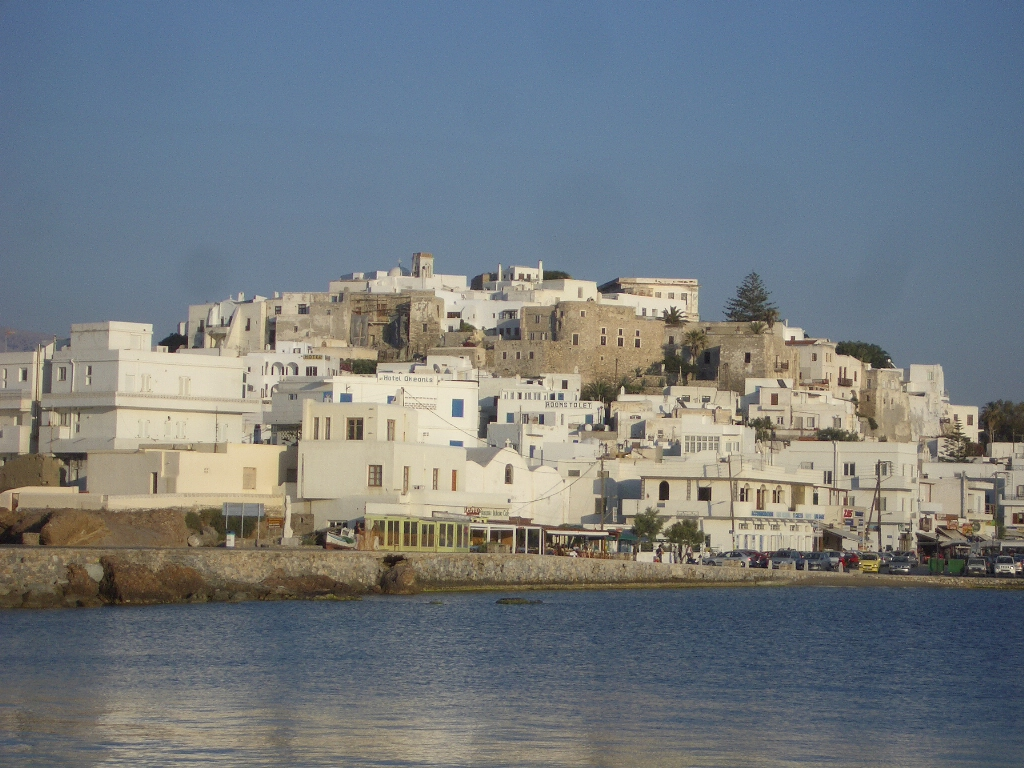
La vila de Naxos

El 1540, el tractat amb Venècia va reconèixer la sobirania otomana sobre el ducat. Jaume IV Crispo va obtenir un reconeixement explícit del soldà (ahd name) el 29 d'agost de 1565, però el 1566 fou deposat i el ducat concedit al jueu Josep Nasi (que va enviar com a governador el castellà Francisco Coronelo). Jaume IV va fugir a Venècia i el turc Piyale Pasha es va apoderar al mateix temps de Keos i d'Andros. Els venecians van recuperar breument l'illa (1571-1573) i reposaren el duc, però va tornar als otomans amb la pau del 1573. El 1572, l'otomà Uludj Beg ja hi havia fet una ràtzia devastadora que va afectar també Paros. A la mort de Josep Nasi el 2 d'agost de 1579, quan ja havia perdut tota la seva influència, el ducat fou confiscat i per decret de 1580 va esdevenir un sandjak que era llogat a un sandjakbegi, el primer dels quals fou Süleyman Bey, duc de Naxos i senyor d'Andros; l'illa fou llogada a diversos turcs i a senyors grecoitalians com Constantí Cantacuzè (1582), Joan Choniates (duc de Naxos, Paros i Andros i voivoda de la mar Egea, 1598), Otural Bey, que per les seves exaccions fiscals fou deposat el 1606, i Gasparo Gratiani (1616-1618) entre d'altres.
A partir del 1640, van arribar diversos caputxins i jesuïtes expulsats d'Istanbul per Murat IV i va començar un període d'intensa vida monàstica cristiana. El 1651 o 1652, els venecians van derrotar entre Naxos i Paros una flota otomana que venia d'avituallar els assetjats de Creta durant la Guerra turcoveneciana de 1645-1649. El domini otomà sobre Naxos es va esvair el 1646 després del decret que organitzava el govern local per mitjà d'un voivoda i un consell de sis notables de l'illa de designació anual. Una sèrie d'atacs de pirates francesos a l'illa entre 1675 i 1679 van fer que una part de la població cristiana i musulmana emigrés a Esmirna, tendència que hi va continuar un temps.
El 1718, el tractat de Passarowitz va liquidar la presència dels llatins a les Cíclades: els venecians van perdre Tenos, la seva darrera possessió. L'illa va restar semiautònoma. El 1770, durant la Guerra russoturca de 1768-1774, els russos van ocupar l'illa, junt amb Paros i Antíparos i hi van restar fins al 1774.
Naxos va participar en la Guerra de la Independència grega (1821), però a diferència de Paros ho va fer amb poc d'entusiasme, segurament a causa de la influència de l'element llatí. Els pirates de Creta i Cos van atacar l'illa el 1825, 1826 i 1827; nombrosos refugiats hi van anar des de Quios, Psara i d'altres; fou a partir d'aquí que alguns naxiotes es van distingir en la lluita nacional; fou reconeguda com a part del Regne de Grècia en la pau de 1830. A partir de llavors recuperà oficialment el nom de Naxos, seguint el criteri de l'estat grec de recuperació de la toponímia clàssica, en detriment del nom d'Axià, que era en ús de l'edat mitjana ençà.

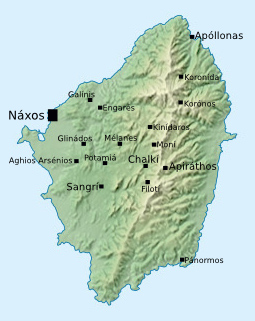
Les poblacions de Naxos

## Llocs d'interès
Són famoses les seves platges, no gaire afectades pel turisme massiu.
Les poblacions de l'illa han sabut conservar força bé el pintoresquisme dels seus nuclis antics. Destaquen, per exemple, el nucli antic de la vila de Naxos (Kastro), el de Filoti o el d'Apeiranthos.
Hi ha nombrosos museus, la majoria petits. Tant de caràcter arqueològic (Museu arqueològic de Naxos, on es poden trobar interessants testimonis de la civilització ciclàdica) com dedicats a documentar les formes de vida i les activitats tradicionals. Els molins de vent, les fortificacions i les petites esglésies rurals formen part consubstancial del paisatge de l'illa.
Dels vestigis de l'època clàssica sobresurten el temple d'Apol·lo a la vila de Naxos (l'emblemàtica Portara) i el temple dedicat a Demèter que es troba a Sangri. Són molt notables les dues estàtues colossals de sengles Kouros, inacabades, que es troben a Melanes (Kouros de Flerio) i en una pedrera de marbre prop d'Apol·lona a la part nord de l'illa (fa més de 10 metres d'alçada i els habitants l'anomenen la figura d'Apol·lo). L'Esfinx de Naxos, trobada a Delfos, es pot contemplar al museu Arqueològic de Delfos. A Grotta hi ha un jaciment arqueològic del segon mil·lenni aC.
Prop de la petita població de Moni es troba l'església anomenada Panagia Drosiani, dels segles VI-VII.